# グスタボ・バリャス
グスタボ・バリャス（Gustavo Ballas、1958年2月10日 - ）は、アルゼンチンの男性プロボクサー。コルドバ州出身。元WBA世界スーパーフライ級王者。

## 来歴
1976年12月1日、アルゼンチンでプロデビュー。
1981年5月9日、初代WBA世界スーパーフライ級王座挑戦者決定戦準決勝でジャッカル丸山と対戦し、11回TKO勝ち。
1981年9月12日、初代WBA世界スーパーフライ級王座決定戦で襄錫哲と対戦し、8回TKO勝ち。
54戦目で世界王座を獲得した。
1981年12月5日、初防衛戦でラファエル・ペドロサと対戦し、15回判定負けで王座から陥落した。
1982年7月29日、ペドロサから王座を奪取した渡辺二郎に挑戦し、9回終了時、試合を棄権し、TKO負けで王座返り咲きならず。
その後、アルゼンチンスーパーフライ級王座、南米スーパーフライ級王座、ラテンアメリカスーパーフライ級王座を獲得。
1987年10月24日、100戦目でWBC世界スーパーフライ級王者シュガー・ベビー・ロハスに挑戦し、5回TKO負けで王座獲得ならず。
1990年9月14日の試合を最後に引退した。

## 獲得タイトル
- 初代WBA世界スーパーフライ級王座（防衛0度）